# Seznam brigad po zaporednih številkah (300.–349.)
Seznam brigad po zaporednih številkah - brigade od 300. do 349.

## 300. brigada
Vojaškoobveščevalne
- 300. vojaškoobveščevalna brigada (ZDA)

Artilerijske
- 300. fortifikacijska minometna brigada (Wehrmacht)

## 301. brigada
Pehotne
- 301. brigada (VBiH)

Artilerijske
- 301. brigada Kraljeve poljske artilerije
- 301. artilerijska brigada (ZSSR)

## 302. brigada
Pehotne
- 302. pehotna brigada (Združeno kraljestvo)
- 302. brigada (VBiH)

Artilerijske
- 302. brigada Kraljeve poljske artilerije

## 303. brigada
Pehotne
- 303. pehotna brigada (Združeno kraljestvo)
- 303. brigada (VBiH)

Artilerijske
- 303. brigada Kraljeve poljske artilerije

## 304. brigada
Pehotne
- 304. pehotna brigada (Združeno kraljestvo)

Za civilne zadeve
- 304. brigada za civilne namene (ZDA)

## 305. brigada
Pehotne
- 305. pehotna brigada (Združeno kraljestvo)
- 305. brigada (VBiH)

Zračnoprevozne
- 305. zračnoprevozna brigada (Severni Vietnam)

Artilerijske
- 305. brigada Kraljeve poljske artilerije

## 306. brigada
Pehotne
- 306. pehotna brigada (Združeno kraljestvo)
- 306. brigada (VBiH)

Artilerijske
- 306. brigada Kraljeve poljske artilerije
- 306. artilerijska brigada (ZSSR)

## 307. brigada
Pehotne
- 307. pehotna brigada (Združeno kraljestvo)
- 307. brigada (VBiH)

Artilerijske
- 307. brigada Kraljeve poljske artilerije

## 308. brigada
Pehotne
- 308. pehotna brigada (Združeno kraljestvo)

Za civilne zadeve
- 308. brigada za civilne namene (ZDA)

## 309. brigada
Pehotne
- 309. brigada (VBiH)
- 309. brigada za civilne zadeve (ZDA)

## 310. brigada
Pehotne
- 310. gorska brigada (VBiH)

Artilerijske
- 310. brigada Kraljeve poljske artilerije

## 311. brigada
Pehotne
- 311. pehotna brigada (VRS)

Artilerijske
- 311. brigada Kraljeve poljske artilerije

## 312. brigada
Pehotne
- 312. brigada (VBiH)

Artilerijske
- 312. brigada Kraljeve poljske artilerije

## 313. brigada
Pehotne
- 313. vojaškoobveščevalna brigada (zračnoprevozna)

Artilerijske
- 313. brigada Kraljeve poljske artilerije

Inženirske
- 313. inženirska brigada (ZSSR)

## 315. brigada
Pehotne
- 315. zračnopristajalna brigada (Bundeswehr)

Artilerijske
- 315. brigada Kraljeve poljske artilerije

## 317. brigada
Pehotne
- 317. brigada (VBiH)

Artilerijske
- 317. brigada Kraljeve poljske artilerije

## 318. brigada
Pehotne
- 318. brigada (VBiH)

Artilerijske
- 318. brigada Kraljeve poljske artilerije

## 319. brigada
Pehotne
- 319. brigada (VBiH)

Vojaškoobveščevalne
- 319. vojaškoobveščevalna brigada (ZDA)

Logistične
- 319. transportna brigada (ZDA)

## 320. brigada
Artilerijske
- 320. brigada Kraljeve poljske artilerije

Druge
- 320. baražna balonska brigada (ZDA)

## 321. brigada
Artilerijske
- 321. težka artilerijska brigada (ZSSR)
- 321. artilerijska raketna brigada (ČSSR)

Druge
- 321. brigada za civilne zadeve (ZDA)

## 322. brigada
Artilerijske
- 322. topniška artilerijska brigada (ZSSR)

Druge
- 322. brigada za civilne zadeve (ZDA)

## 325. brigada
Pehotne
- 325. gorska brigada (VBiH)

Artilerijske
- 325. brigada Kraljeve poljske artilerije

## 326. brigada
Artilerijske
- 326. mešana artilerijska brigada (Vojska Jugoslavije)
- 326. brigada Kraljeve poljske artilerije

## 327. brigada
Pehotne
- 327. motorizirana pehotna brigada (JLA)
- 327. pehotna brigada (ZDA)

## 328. brigada
Pehotne
- 328. pehotna brigada (ZDA)

Artilerijske
- 328. brigada Kraljeve poljske artilerije

## 329. brigada
Oklepne
- 329. oklepna brigada (JLA)

Artilerijske
- 328. brigada Kraljeve poljske artilerije

## 330. brigada
Artilerijske
- 330. brigada Kraljeve poljske artilerije

Medicinske
- 330. medicinska brigada (ZDA)

## 331. brigada
Pehotne
- 331. brigada (VRS)

Artilerijske
- 331. brigada Kraljeve poljske artilerije
- 331. raketna brigada (ČSSR)

## 332. brigada
Artilerijske
- 332. brigada Kraljeve poljske artilerije

Medicinske
- 332. medicinska brigada (ZDA)

## 333. brigada
Pehotne
- 333. brigada (VBiH)
- 333. brigada (Kitajska)

## 336. brigada
Artilerijske
- 336. brigada Kraljeve poljske artilerije
- 336. raketna artilerijska brigada (ZSSR)

## 337. brigada
Artilerijske
- 337. brigada Kraljeve poljske artilerije
- 337. raketna artilerijska brigada (ZSSR)

## 338. brigada
Artilerijske
- 338. gardna raketna artilerijska brigada (Ruska federacija)

Medicinske
- 338. medicinska brigada (ZDA)

## 340. brigada
Pehotne
- 340. samostojna brigada (Indija)
- 340. gorska brigada (Indija)

## 343. brigada
Pehotne
- 343. motorizirana pehotna brigada (JLA)
- 343. brigada (Kitajska)

Tankovske
- 343. tankovska brigada (ZSSR)

## 347. brigada
Pehotne
- 347. motorizirana strelska brigada (ZSSR)

Artilerijske
- 347. brigada Kraljeve poljske artilerije

## 348. brigada
Pehotne
- 348. motorizirana strelska brigada (ZSSR)

Artilerijske
- 348. brigada Kraljeve poljske artilerije (domača)